# Brendan Canty (musicien)
Pour les articles homonymes, voir Brendan Canty et Canty.
Brendan Canty (né le 9 mars 1966 à Teaneck, au New Jersey) est un musicien américain, connu pour avoir été le batteur de groupes punks comme Rites Of Spring, Fugazi ou encore Girls Against Boys.